# 大宇建設社員拉致事件
大宇建設社員拉致事件（でうけんせつしゃいんらちじけん）は、2006年、2007年にナイジェリア南部のニジェール・デルタ地域で連続して発生した、武装グループによる韓国の大宇建設社員拉致・誘拐事件。
元々治安の悪く、テロ事件が頻発している地域ではあるが、あまりにも短期間の間に同一企業が狙い撃ちされていることから、社の危機管理の無さが指摘されている。

## 2006年6月発生
2006年6月7日　大宇建設、韓国ガス公社の社員ら5人が、武装組織（ニジェール・デルタ解放運動と推測されている）に拉致される。
拉致から41時間後に人質は全員解放されたが、身代金の支払い等の有無は不明。 

## 2007年1月発生
2007年1月10日、バイエルサ州のガスパイプライン建設現場で、大宇建設の社員ら10人がダイナマイトで武装した組織に拉致される。
大宇建設だけでなく韓国外交通商部も乗りだして解放交渉に当たった結果、数日後に人質は全員解放された。
襲撃は無名の組織が実行したものの、後に人質の身柄はニジェール・デルタ解放運動に引き渡され、交渉は同運動組織と行われたという。身代金の支払い等の有無は不明である。

## 2007年5月発生
2007年5月3日、リヴァーズ州ポートハーコート近郊の発電所の建設現場に武装組織が銃を乱射しながら突入し、現場を警戒していたナイジェリア陸軍と交戦の末、大宇建設の社員ら11人を拉致した。拉致を実行したグループは未知のグループであり交渉は難航したものの、同年5月8日には人質の全員解放が実現している。
解放に当たっての条件や身代金の支払いの有無等は不明である。なお、ニジェール・デルタ解放運動は今回の襲撃および拉致には関与していない旨の声明を出している。